# Ca' Vendramin Calergi
Ca' Loredan Vendramin Calergi je renesansna palača, na Kanalu Grande u sestieru Cannaregio u Veneciji.
Palaču zovu i Palazzo Vendramin Calergi, Palazzo Loredan Vendramin Calergi ili Palazzo Loredan Griman Calergi Vendramin. Ta vrhunska palača bila je dom brojnih poznatih ličnosti tijekom 5 stoljeća svog postojanja, između ostalog i skladatelja Richard Wagnera koji je u njoj i umro.
Danas je palača vlasništvo grada Venecije, koji je u njoj smjestio Venecijanski kazino (Casinò di Venezia) ali samo zimi i Muzej Wagner (Museo Wagner).

## Povijest palače
Palaču Ca' Vendramin Calergi je projektirao je renesansni arhitekt Mauro Codussi, koji se već dokazao mnogim projektima po Veneciji, za Andreu Loredana (obitelj Loredan dala je tri dužda) ljubitelja umjetnosti i lijepih stvari. Palača se počela graditi 1481., tako da ju Codussi nije uspio dovršiti, jer je umro 1504., pa je klesarske radove dovršila bottega Lombardo 1509.
Obitelj Loredan zapala je u financijske nevolje pa je palaču prodala 1581. za
50,000 dukata njemačkom vojvodi Braunschweig-Wolfenbüttela Juliusu, koji je bio zaljubljen u Veneciju. Julius je međutim imao palaču samo dvije godine, pa je prodao Guglielmu Gonzagi vojvodi od Mantove, koji ju je prodao Vittore Calergiju, venecijanskom plemiću iz Herakliona s Krete.
Calergi je značajno povećao palaču 1614. dogradnjom "Bijelog krila" na desnoj strani dvorišta, koju je napravio arhitekt Vincenzo Scamozzi tako da je palača dobila oblik slova L. Ta dogradnja srušena je 1659. i potpuno preuređena sljedećih godina. Od 1739. palača je vlasništvo obitelji Vendramin-Calergi, koja je do nje došla ženidbom i živjela u njoj jedan vijek.
Vendramini-Calergi su prodali palaču 1844., vojvotkinji od Berryja - Karolini Burbonskoj i njenom drugom mužu vojvodi od Grazie. Za vrijeme talijanskog risorgimenta oni su bili prisiljeni prodati palaču vojvodi od Parme Enricu iz kuće Borbon-Parma, unuku Karoline Burbonske. On je dobar dio umjetničkog blaga iz palače prodao na aukciji u Parizu, njegovi nasljednici prodali su palaču 1937. Giovanniju Volpiju, grofu od Misurate, koji je pregradio dobar dio palače i pretvorio ga u Centar za istraživanje elektromagnetskih i električnih pojava.
Venecijanska skupština kupila je palaču Ca' Vendramin Calergi 1946. Od 1959., u palači zimi radi Venecijanski kazino (Casinò di Venezia), koji se ljeti seli na Lido.

## Izgled palače
Do te prostrane trokatne renesansne palače može se doći direktno gondolom s kanala Grande. Njezina fasada klasične harmonije podjeljena je u dva gornja kata s pet velikih bifora i razigrana stupovima. Otmjeni prvi kat (piano nobile) ima male male francuske balkone - kao jedinu razliku. 
Enterijer palače bio je raskošno ukrašen slikama, skulpturama i arhitektonskim detaljima. Štukature na stropovima izveo je barokni majstor Mattia Bortoloni. Palaču su dugo zvali po nadimku "Non Nobis Domine" ("Ne za nas Gospodine, već za tvoju slavu"") iz psalma 113:9, uklesanom na prozoru prizemlja.

## Wagnerov muzej
Njemački kompozitor Richard Wagner boravio je u Veneciji šest puta od 1858. do svoje smrti 1883. Uvijek je unajmljivao prvi kat (piano nobile) palače od tadašnjeg vlasnika Enrica Borbon-Parma, posljednji put doputovao je 16. rujna 1882. nakon uspjeha s operom Parsifal sa ženom Cosimom i četvero djece (Danielom, Isolde, Evom i Siegfriedom). Preminuo je 13. veljače 1883. (u dobi od 69 godina) od srčanog udara.
Muzej Wagner (Museo Wagner) otvoren je u palači u veljači 1995. To je najveća kolekcija Wagnerovih memorablija nakon njegova Bayreutha. Muzej je otvoren samo subotom ujutro uz prethodnu najavu.
Venecijansko udruženje Richard Wagner upravlja muzejem i Evropskim istraživalačkim centrom Richard Wagner (Centro Europeo di Studi e Richerche Richard Wagner - C.E.S.R.R.W.). koji se bavi promocijom njegove muzičke baštine, te u tom cilju organizira konferencije, koncerte i izdaje publikacije.

## Vanjske poveznice
- Ca' Vendramin Calergi - službene stranice (engl.) (tal.)
- Casinò di Venezia (tal.)
- Wagner Museum (engl.)